# Liste der Straßen und Plätze in Malschendorf

Lage der Gemarkung Malschendorf in Dresden

Die Liste der Straßen und Plätze in Malschendorf beschreibt das Straßensystem im Dresdner Ortsteil Malschendorf mit den entsprechenden historischen Bezügen. Aufgeführt sind Straßen, die im Gebiet der Gemarkung Malschendorf liegen. Kulturdenkmale in der Gemarkung Malschendorf sind in der Liste der Kulturdenkmale in Malschendorf aufgeführt.
Malschendorf ist Teil des statistischen Stadtteils Schönfeld/Schullwitz, der zur Ortschaft Schönfeld-Weißig gehört. Insgesamt gibt es in Malschendorf sieben benannte Straßen, die in der folgenden Liste aufgeführt sind.

## Legende
Die nachfolgende Tabelle gibt eine Übersicht über die vorhandenen Straßen und Plätze im Ortsteil sowie einige dazugehörige Informationen. Im Einzelnen sind dies:
- Name/Lage: Aktuelle Bezeichnung der Straße oder des Platzes sowie unter ‚Lage‘ ein Koordinatenlink, über den die Straße oder der Platz auf verschiedenen Kartendiensten angezeigt werden kann. Die Geoposition gibt dabei ungefähr die Mitte der Straße an.
- Länge/Maße in Metern: Die in der Übersicht enthaltenen Längenangaben sind nach mathematischen Regeln auf- oder abgerundete Übersichtswerte, die in Google Earth mit dem dortigen Maßstab ermittelt wurden. Sie dienen eher Vergleichszwecken und werden, sofern amtliche Werte bekannt sind, ausgetauscht und gesondert gekennzeichnet. Bei Plätzen sind die Maße in der Form a × b dargestellt. Der Zusatz ‚im Stadtteil‘ bzw. ‚im Ortsteil‘ gibt an, wie lang die Straße innerhalb des Stadt-/Ortsteils ist, sofern sie durch mehrere Stadt-/Ortsteile verläuft.
- Namensherkunft: Ursprung oder Bezug des Namens.
- Jahr der Benennung: Zeitpunkt, zu dem die Straße ihren heute gültigen Namen erhielt (sofern bekannt).
- Anmerkungen: Weitere Informationen bezüglich anliegender Institutionen, der Geschichte der Straße, historischer Bezeichnungen, Baudenkmalen usw.
- Bild: Foto der Straße.

## Straßenverzeichnis
| Name/Lage               | Länge/Maße | Namensherkunft                            | Jahr der Benennung | Anmerkungen | Bild |
| ----------------------- | ---------- | ----------------------------------------- | ------------------ | --- | ---- |
| Am Spritzenberg Lage    |            | Lage am Spritzenberg (Flurname)           |                    | An der Straße Am Spritzenberg liegt der Dorfkern von Malschendorf. |      |
| Eichbuschweg Lage       |            | Eichbusch, benachbarter Ortsteil          |                    | Der Eichbuschweg führt als Wirtschaftsweg von Malschendorf nach Eichbusch. |      |
| Keppgrund Lage          |            | Flurname Keppgrund                        |                    | Im Keppgrund verläuft der Keppbach, der die Flurgrenze zwischen den Gemarkungen Malschendorf und Helfenberg bildet. |      |
| Schönfelder Straße Lage |            | Schönfeld, nördlich benachbarter Ortsteil |                    | Die Schönfelder Straße verbindet Malschendorf mit Krieschendorf sowie mit Schönfeld. Auf der Schönfelder Flur heißt sie entsprechend Malschendorfer Straße, in Krieschendorf setzt sie sich als Krieschendorfer Straße fort. |      |
| Zur Hohle Lage          |            | Hohle ist ein Synonym für Hohlweg         |                    | Die Straße Zur Hohle führt zur Straße Am Hausberg in Krieschendorf. |      |
| Zur Keppmühle Lage      |            | Keppmühle                                 |                    | Der Weg Zur Keppmühle führt von der Eichbuscher Straße in der Gemarkung Helfenberg durch den Keppgrund zur Keppmühle. |      |
| Zur Sandgrube Lage      |            | eine Sandgrube                            |                    | Entlang der Straße Zur Sandgrube verläuft die Flurgrenze zwischen Krieschendorf und Malschendorf. |      |